# لانغزهونغ
لانغزهونغ (بالصينية: 阆中市) هي مدينة على مستوى مقاطعة، في الصين، تقع في نانتشونغ، بلغ عدد سكانها 728,935 نسمة وذلك حسب إحصائيات سنة 2010، تبلغ مساحتها 1,877 كيلومتر مربع، رمزها البريدي هو 637400.

## المناخ
يظهر الجدول التالي التغييرات المناخية على مدار السنة للانغزهونغ:
| البيانات المناخية لـلانغزهونغ                           | البيانات المناخية لـلانغزهونغ | البيانات المناخية لـلانغزهونغ | البيانات المناخية لـلانغزهونغ | البيانات المناخية لـلانغزهونغ | البيانات المناخية لـلانغزهونغ | البيانات المناخية لـلانغزهونغ | البيانات المناخية لـلانغزهونغ | البيانات المناخية لـلانغزهونغ | البيانات المناخية لـلانغزهونغ | البيانات المناخية لـلانغزهونغ | البيانات المناخية لـلانغزهونغ | البيانات المناخية لـلانغزهونغ | البيانات المناخية لـلانغزهونغ |
| الشهر                                                   | يناير                         | فبراير                        | مارس                          | أبريل                         | مايو                          | يونيو                         | يوليو                         | أغسطس                         | سبتمبر                        | أكتوبر                        | نوفمبر                        | ديسمبر                        | المعدل السنوي                 |
| ------------------------------------------------------- | ----------------------------- | ----------------------------- | ----------------------------- | ----------------------------- | ----------------------------- | ----------------------------- | ----------------------------- | ----------------------------- | ----------------------------- | ----------------------------- | ----------------------------- | ----------------------------- | ----------------------------- |
| الدرجة القصوى °م (°ف)                                   | 20.8 (69.4)                   | 23.6 (74.5)                   | 31.1 (88.0)                   | 34.9 (94.8)                   | 36.4 (97.5)                   | 36.3 (97.3)                   | 39.6 (103.3)                  | 40.6 (105.1)                  | 37.9 (100.2)                  | 31.3 (88.3)                   | 26.9 (80.4)                   | 18.6 (65.5)                   | 40.6 (105.1)                  |
| متوسط درجة الحرارة الكبرى °م (°ف)                       | 9.7 (49.5)                    | 12.2 (54.0)                   | 16.8 (62.2)                   | 22.4 (72.3)                   | 26.9 (80.4)                   | 29.1 (84.4)                   | 31.3 (88.3)                   | 31.3 (88.3)                   | 26.5 (79.7)                   | 21.2 (70.2)                   | 16.4 (61.5)                   | 10.7 (51.3)                   | 21.2 (70.2)                   |
| المتوسط اليومي °م (°ف)                                  | 6.1 (43.0)                    | 8.4 (47.1)                    | 12.3 (54.1)                   | 17.3 (63.1)                   | 21.8 (71.2)                   | 24.6 (76.3)                   | 26.7 (80.1)                   | 26.3 (79.3)                   | 22.2 (72.0)                   | 17.2 (63.0)                   | 12.4 (54.3)                   | 7.4 (45.3)                    | 16.9 (62.4)                   |
| متوسط درجة الحرارة الصغرى °م (°ف)                       | 3.6 (38.5)                    | 5.6 (42.1)                    | 8.9 (48.0)                    | 13.4 (56.1)                   | 17.7 (63.9)                   | 20.9 (69.6)                   | 23.2 (73.8)                   | 22.8 (73.0)                   | 19.3 (66.7)                   | 14.6 (58.3)                   | 9.7 (49.5)                    | 5.1 (41.2)                    | 13.7 (56.7)                   |
| أدنى درجة حرارة °م (°ف)                                 | −2.5 (27.5)                   | −1.7 (28.9)                   | −0.9 (30.4)                   | 4.0 (39.2)                    | 10.0 (50.0)                   | 14.3 (57.7)                   | 17.4 (63.3)                   | 17.0 (62.6)                   | 13.3 (55.9)                   | 2.6 (36.7)                    | 0.7 (33.3)                    | −3.4 (25.9)                   | −3.4 (25.9)                   |
| الهطول مم (إنش)                                         | 13.4 (0.53)                   | 16.2 (0.64)                   | 28.5 (1.12)                   | 63.1 (2.48)                   | 114.4 (4.50)                  | 148.8 (5.86)                  | 208.1 (8.19)                  | 195.1 (7.68)                  | 134.7 (5.30)                  | 61.0 (2.40)                   | 30.7 (1.21)                   | 12.8 (0.50)                   | 1٬026٫8 (40.41)               |
| متوسط الرطوبة النسبية (%)                               | 79                            | 76                            | 73                            | 72                            | 71                            | 77                            | 80                            | 78                            | 82                            | 82                            | 81                            | 81                            | 78                            |
| المصدر #1: China Meteorological Data Service Center     |                               |                               |                               |                               |                               |                               |                               |                               |                               |                               |                               |                               |                               |
| المصدر #2: Weather China (precipitation days 1971-2000) |                               |                               |                               |                               |                               |                               |                               |                               |                               |                               |                               |                               |                               |

## التقسيمات الإدارية
- Shaxi Subdistrict  [لغات أخرى]‏
- Jiangnan Subdistrict  [لغات أخرى]‏
- Baiya, Langzhong [الإنجليزية]‏.